# Herbert Vaughan
Herbert Alfred Vaughan (Gloucester, 15 aprile 1832 – Londra, 19 giugno 1903) è stato un cardinale e arcivescovo cattolico britannico.

## Biografia
Nacque a Gloucester il 15 aprile 1832 da una famiglia cattolica da generazioni, primogenito del tenente colonnello John Francis Vaughan e di Eliza Rolls.
Nel 1866 fondò la Società Missionaria di San Giuseppe di Mill Hill per l'evangelizzazione delle colonie britanniche; nel 1868 fondò la Società della verità cattolica, casa editrice senza scopo di lucro attiva ancora oggi.
Dal 1868 al 1892 fu proprietario del principale organo d'informazione della comunità cattolica inglese, il settimanale The Tablet.
Fu arcivescovo di Westminster dal 1892 al 1903.
Papa Leone XIII lo elevò al rango di cardinale nel concistoro del 16 gennaio 1893.
Morì il 19 giugno 1903 all'età di 71 anni.

## Genealogia episcopale e successione apostolica
La genealogia episcopale è:
- Cardinale Scipione Rebiba
- Cardinale Giulio Antonio Santori
- Cardinale Girolamo Bernerio, O.P.
- Arcivescovo Galeazzo Sanvitale
- Cardinale Ludovico Ludovisi
- Cardinale Luigi Caetani
- Cardinale Ulderico Carpegna
- Cardinale Paluzzo Paluzzi Altieri degli Albertoni
- Cardinale Gaspare Carpegna
- Cardinale Fabrizio Paolucci
- Cardinale Francesco Barberini
- Cardinale Annibale Albani
- Cardinale Federico Marcello Lante Montefeltro della Rovere
- Vescovo Charles Walmesley, O.S.B.
- Vescovo William Gibson
- Vescovo John Douglass
- Vescovo William Poynter
- Vescovo Thomas Penswick
- Vescovo John Briggs
- Arcivescovo William Bernard Ullathorne, O.S.B.
- Cardinale Henry Edward Manning
- Cardinale Herbert Vaughan

La successione apostolica è:
- Vescovo John Joseph Grimes, S.M. (1887)
- Vescovo John Bilsborrow (1892)
- Vescovo John Carroll (1893)
- Vescovo William Robert Bernard Brownlow (1894)
- Arcivescovo Thomas Whiteside (1894)
- Arcivescovo Francis Edward Joseph Mostyn (1895)
- Cardinale Francis Alphonsus Bourne (1896)
- Vescovo Peter Augustine O'Neill, O.S.B. (1896)
- Vescovo Samuel Webster Allen (1897)

## Ascendenza
|                                                   |                          |                                   | Genitori                                  |  |  | Nonni |  |  | Bisnonni                      |  |  | Trisnonni                     |  |
|                                                   |                          |                                   |                                           |  |  |       |  |  | William Vaughan (1740 – 1796) |  |  | Richard Vaughan (1708 – 1795) |  |
|                                                   |                          |                                   |                                           |  |  |       |  |  | William Vaughan (1740 – 1796) |  |  | Richard Vaughan (1708 – 1795) |  |
|                                                   |                          | …                                 |                                           |  |  |       |  |  | William Vaughan (1740 – 1796) |  |  |                               |  |
| William Michael Thomas John Vaughan (1781 – 1861) |                          |                                   |                                           |  |  |       |  |  | William Vaughan (1740 – 1796) |  |  |                               |  |
|                                                   |                          | …                                 | …                                         |  |  |       |  |  |                               |  |  |                               |  |
|                                                   |                          | …                                 | …                                         |  |  |       |  |  |                               |  |  |                               |  |
|                                                   |                          | …                                 | …                                         |  |  |       |  |  |                               |  |  |                               |  |
| John Francis Vaughan (1808 – 1880)                |                          | …                                 |                                           |  |  |       |  |  |                               |  |  |                               |  |
|                                                   |                          | Thomas Weld (1750 – 1810)         | Edward Weld (1705 – 1761)                 |  |  |       |  |  |                               |  |  |                               |  |
|                                                   |                          | Thomas Weld (1750 – 1810)         | Edward Weld (1705 – 1761)                 |  |  |       |  |  |                               |  |  |                               |  |
|                                                   |                          | Thomas Weld (1750 – 1810)         | Mary Theresa Vaughan (1713 – 1754)        |  |  |       |  |  |                               |  |  |                               |  |
| Theresa Maria Weld (1782 – 1832)                  |                          | Thomas Weld (1750 – 1810)         |                                           |  |  |       |  |  |                               |  |  |                               |  |
|                                                   |                          | Mary Stanley-Massey (1753 – 1830) | John Stanley-Massey-Stanley (1711 – 1794) |  |  |       |  |  |                               |  |  |                               |  |
|                                                   |                          | Mary Stanley-Massey (1753 – 1830) | John Stanley-Massey-Stanley (1711 – 1794) |  |  |       |  |  |                               |  |  |                               |  |
|                                                   |                          | Mary Stanley-Massey (1753 – 1830) | Mary Clifton (1730 – 1770)                |  |  |       |  |  |                               |  |  |                               |  |
| Herbert Alfred Vaughan (1832 – 1903)              |                          | Mary Stanley-Massey (1753 – 1830) |                                           |  |  |       |  |  |                               |  |  |                               |  |
|                                                   | John Rolls (1735 – 1801) | Aaron Rolls (? – 1764)            |                                           |  |  |       |  |  |                               |  |  |                               |  |
|                                                   | John Rolls (1735 – 1801) | Aaron Rolls (? – 1764)            |                                           |  |  |       |  |  |                               |  |  |                               |  |
|                                                   | John Rolls (1735 – 1801) | Elizabeth (? – ?)                 |                                           |  |  |       |  |  |                               |  |  |                               |  |
| John Rolls of The Hendre (1776 – 1837)            | John Rolls (1735 – 1801) |                                   |                                           |  |  |       |  |  |                               |  |  |                               |  |
|                                                   |                          | Sarah Coysh (1742 – 1801)         | Thomas Coysh (? – ?)                      |  |  |       |  |  |                               |  |  |                               |  |
|                                                   |                          | Sarah Coysh (1742 – 1801)         | Thomas Coysh (? – ?)                      |  |  |       |  |  |                               |  |  |                               |  |
|                                                   |                          | Sarah Coysh (1742 – 1801)         | …                                         |  |  |       |  |  |                               |  |  |                               |  |
| Elizabeth Louise Rolls (1810 – 1853)              |                          | Sarah Coysh (1742 – 1801)         |                                           |  |  |       |  |  |                               |  |  |                               |  |
|                                                   |                          | Jacob Barnet (? – ?)              | …                                         |  |  |       |  |  |                               |  |  |                               |  |
|                                                   |                          | Jacob Barnet (? – ?)              | …                                         |  |  |       |  |  |                               |  |  |                               |  |
|                                                   |                          | Jacob Barnet (? – ?)              | …                                         |  |  |       |  |  |                               |  |  |                               |  |
| Martha Maria Barnet (? – 1858)                    |                          | Jacob Barnet (? – ?)              |                                           |  |  |       |  |  |                               |  |  |                               |  |
|                                                   |                          | …                                 | …                                         |  |  |       |  |  |                               |  |  |                               |  |
|                                                   |                          | …                                 | …                                         |  |  |       |  |  |                               |  |  |                               |  |
|                                                   |                          | …                                 | …                                         |  |  |       |  |  |                               |  |  |                               |  |
|                                                   |                          | …                                 |                                           |  |  |       |  |  |                               |  |  |                               |  |